# Can Bonastre (Tiana)
Can Bonastre és una casa eclèctica de Tiana (Maresme) inclosa a l'Inventari del Patrimoni Arquitectònic de Catalunya.

## Descripció
És un edifici civil, es tracta d'una casa amb planta baixa i pis que està coberta per un terrat transitable. L'edificació està envoltada per un petit jardí.
Destaca per la gran profusió d'elements decoratius i per l'eclecticisme dels mateixos. Combina la balustrada neoclàssica de la balconada central, suportada per primes columnes de ferro colat -típica de Tiana-, amb les baranes del terrat damunt la cornisa -més aviat de tipus historicista-medieval. Entre tota la decoració, sobresurten els trenca aigües situats damunt les finestres, de pedra, amb forma d'arc escarser, amb la part central molt ornamentada, al igual que sota els llindars.
Presenta una cornisa molt treballada, sostinguda per mènsules i ornada amb elements florals